# Mój ojciec wstępuje do strażaków
Mój ojciec wstępuje do strażaków – opowiadanie Brunona Schulza, dla którego inspiracją stała się autentyczna historia opowiedziana autorowi przez jednego z nauczycieli drohobyckiego Gimnazjum im. króla Władysława Jagiełły. Treść tekstu dotyczy wrażeń głównego bohatera - Jakuba - z przygotowań jego ojca - Józefa -  do akcji strażackiej, którą miał kierować. Była to jedna z kolejnych ról, w jakiej swojego ojca - mitycznego demiurga i herezjarchę - widział oczyma dziecka główny protagonista Schulza, porte parole samego twórcy. Notabene, prawdziwy bohater tej historii poczuł się urażony książkowym opisem, który był dla niego tylko groteskową trawestacją jego wspomnień.